# Reineris Salas
Reineris Salas Pérez (* 17. března 1987) je kubánský zápasník–volnostylař.

## Sportovní kariéra
Začínal s gymnastikou, kterou na střední sportovní škole EIDE (Escuela de Iniciación Deportiva Escolar) v rodném Havně kombinoval s judem. Při hledání ideální sportu se v 16 letech dostal k zápasu ve volném stylu. Připravuje se ve vrcholovém tréninkovém středisku CEAR (Centro de Entrenamiento de Alto Rendimiento) pod vedením Julio Mendiety. V kubánské mužské reprezentaci se pohyboval od roku 2006 ve váze do 84 kg. V roce 2008 uspěl v kubánské olympijské nominaci pro start na olympijských hrách v Pekingu. Po úvodní těsné výhře 2:1 na sety proti Američanovi Andy Hrovatovi prohrál ve čtvrtfinále s Turkem Serhatem Balcım 0:2 na sety.
V letech 2011 a 2012 se dostal do složité životní situaci, když byl za údajnou nedisciplinovanost vyřazen z kubánské reprezentace. Vrátil se v roce 2013 druhým místem na mistrovství světa v Budapešti a v roce 2016 se vítězstvím na dubnové panamerické olympijské kvalifikaci v texaském Friscu kvalifikoval na olympijské hry v Riu. V Riu prohrál ve čtvrtfinále s reprezentantem Turecka Selimem Yaşarem 2:5 na technické body a přes opravy se probojoval do boje o třetí místo proti Američanu J'den Coxovi. Vyrovnaný duel prohrával do poslední minuty 0:1 na technické body. V poslední minutě došlo k několika nepřehledným situacím v parteru, za které dostal 6 sekund před koncem vyrovnávací bod. Tím se dostal do vedením jako poslední bodující a sahal po bronzové olympijské medaili. Američané však podali protest a jury po několika minutách zkoumání videozáznamu přiznala Coxovi ze závěrečné akce 2 body. Kubánci s verdiktem nesouhlasili a opustili hrací plochu. Zápas tak skončil 6 sekund před koncem jeho odstoupením za stavu 1:3 na technické body. Obsadil dělené 5. místo.
Od roku 2017 startuje ve vyšší váze do 97 kg.

## Výsledky
| Olympijské hry          |    |    | úč. |    |    |   | — |    |    |     | 5. |     |    |    |  |  |  |  |  |  |  |  |
| Mistrovství světa       | —  | —  |     | 8. | 3. | — |   | 2. | 2. | úč. |    | úč. | —  | —  |  |  |  |  |  |  |  |  |
| Panamerické hry         |    | —  |     |    |    | — |   |    |    | 1.  |    |     |    | 3. |  |  |  |  |  |  |  |  |
| Panamerické mistrovství | 1. | —  | 5.  | 1. | 1. | — | — | —  | 1. | —   | 2. | —   | 1. | 2. |  |  |  |  |  |  |  |  |
| MS juniorů              | 3. | 3. |     |    |    |   |   |    |    |     |    |     |    |    |  |  |  |  |  |  |  |  |